# Southwold Y Station

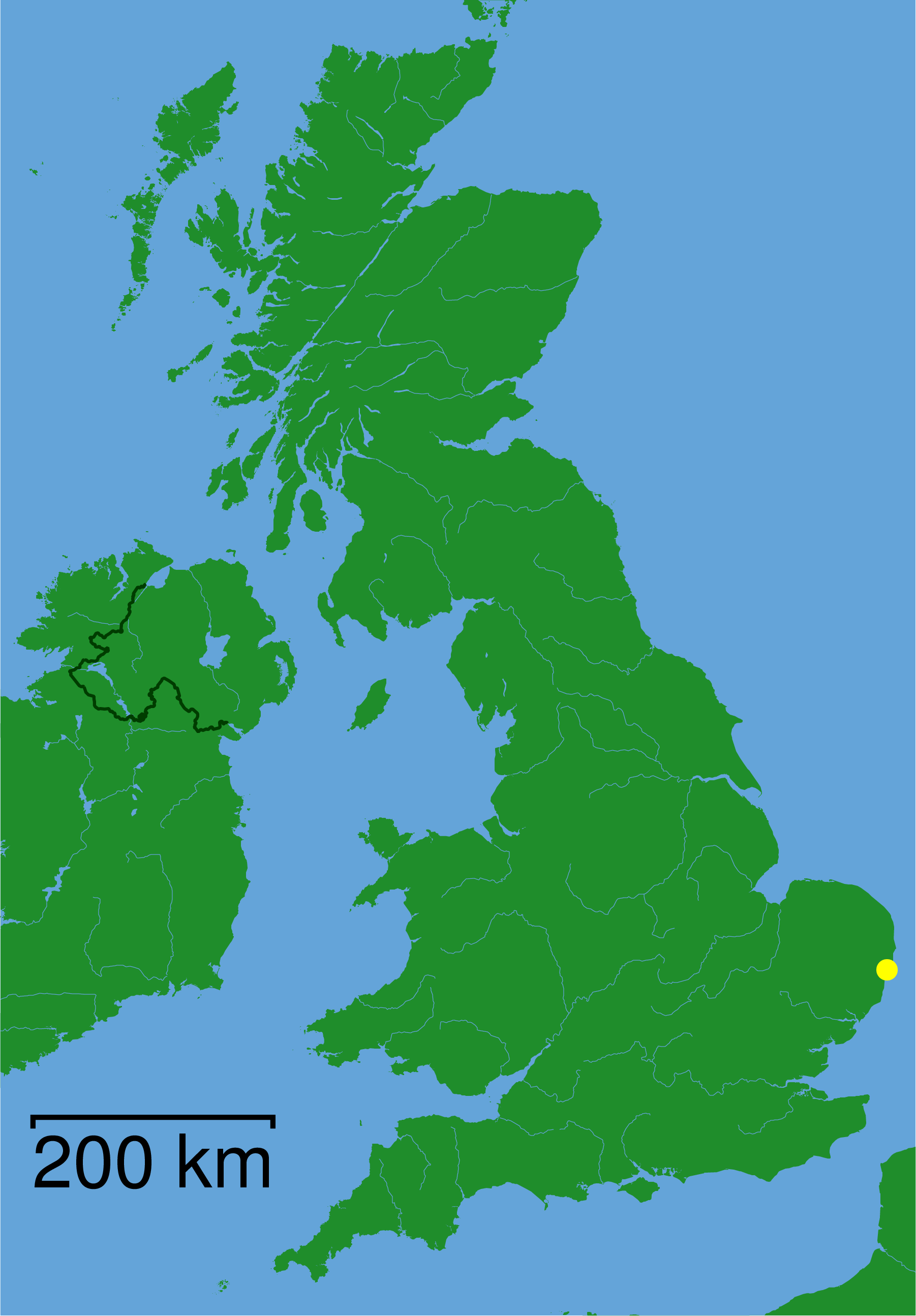
Southwold liegt an der Ostküste Englands

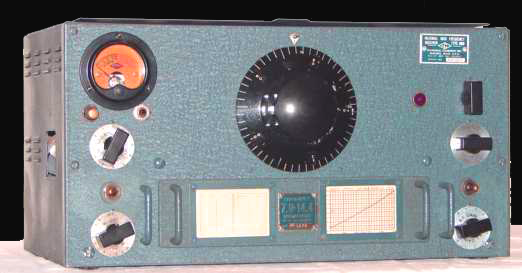
Der HRO der National Radio Company war der meistverwendete Funkempfänger in den britischen Y stations

Southwold Y Station war während des Zweiten Weltkriegs ein Militärstützpunkt der britischen Royal Navy (RN) (Königliche Kriegsmarine). Er lag bei Easton Bavents nahe der ostenglischen Hafenstadt Southwold und damit unweit des östlichsten Ortes des Vereinigten Königreichs. Hier befand sich eine wichtige Funkabhörstelle des britischen  Geheimdienstes.

## Geschichte
Während des Krieges konfiszierte die RN ein geeignetes küstennahes und hochgelegenes Haus, errichtete die notwendige Antennentechnik und rüstete die Y Station mit der geeigneten Empfängertechnik aus. Als Funkabhörspezialistinnen dienten Wrens, also Frauen im Königlichen Marinedienst.